# EF 140 (航空機)
OKB-1 EF 140
- 用途：爆撃機 、偵察機
- 設計者：ブルノルフ・バーデ（Brunolf Baade）
- 製造者：OKB-1
- 運用者：ソ連空軍
- 初飛行：1949年3月15日
- 生産数：1
- 運用状況：試作のみ

OKB-1 EF 140は、ユンカース工場で捕虜になったドイツの技術者達によりソビエト連邦で開発された試作機である。元々は爆撃機として考えられていたが後に偵察機に変更された。

## 概要
EF 140はユンカースJu 287試作爆撃機に追随した機体であり、同一の基本レイアウトや技術コンセプトを使用する一方で設計自体はブルノルフ・バーデ（Brunolf Baade）の手による全く新しいものであった。
実際に製造されたEF 140は1機のみで、予定していたミクリン エンジンの準備が出来ていなかったためロールス・ロイス ニーン エンジンを装備して1949年3月15日からテスト飛行を開始した。開発プロジェクトは試作2号機が完成する前にキャンセルされた。

## 要目
（EF 140）　Data from[citation needed]
- 乗員：3名
- 全長：19.70 m (63 ft)
- 全幅：19.40 m (62 ft 1 in)
- 全高：5.70 m (18 ft 3 in)
- 翼面積：58.4 m² (627 ft²)
- 空虚重量：12,500 kg (27,500 lb)
- 運用重量：24,500 kg (53,900 lb)
- 最大離陸重量：27,000 kg (59,400 lb)
- エンジン：2 × ミクリン AM-01 ターボジェット, 68.7 kN (15,400 lbf)
- 最大速度：1,230 km/h (665 knots, 767 mph)
- 巡航高度：12,300 m (40,000 ft)
- 航続距離：2,500 km (1,350 nm, 1,558 miles)

- 武装：
- 機関砲: 2 x 23 mm （尾部銃塔）
- 爆弾: 4,500 kg (9,900 lb) （量産型）